# Férfi jégkorong-válogatottak az 1936. évi téli olimpiai játékokon
Az ötödik jégkorongtornát az olimpiák történetében az 1936. évi téli olimpiai játékokon rendezték meg. 15 nemzet és 175 sportoló részt az eseményen.

## Keretek

### Ausztria
- Otto Amenth
- Franz Csöngei
- Fritz Demmer
- Sepp Göbl
- Lambert Neumaier
- Oskar Nowak
- Franz Schüßler
- Emil Seidler
- Willibald Stanek
- Hans Tatzer
- Hans Trauttenberg
- Rudolf Vojta
- Hermann Weiß
- Edző: Hans Weinberger

### Belgium
- Walter Bastenie
- Robert Baudinne
- Georges Brohée
- Roger Bureau
- Fernand Carez
- Louis De Ridder
- Willy Kreitz
- Joseph Lekens
- Georges Pootmans
- Pierre Van Reyschoot
- Charles Van den Driessche
- Edző: Bert Forsyth

### Csehszlovákia
- Josef Boháč
- Alois Cetkovský
- Karel Hromádka
- Drahomír Jirotka
- Zdeněk Jirotka
- Jan Košek
- Oldřich Kučera
- Josef Maleček
- Jan Peka
- Jaroslav Pušbauer
- Jiří Tožička
- Ladislav Troják
- Walter Ulrich
- Edző: Antonin Porges

### Egyesült Államok
- John Garrison
- Fred Kammer
- Phil LaBatte
- John Lax
- Malcolm McAlpin
- Tom Moon
- Elbridge Ross
- Paul Rowe
- Francis Shaughnessy
- Gordon Smith
- Frank Spain
- Frank Stubbs
- edző: Albert Prettyman

### Franciaország
- Philippe Boyard
- Pierre Claret
- Marcel Couttet
- Michel Delesalle
- Albert Hassler
- Jean-Pierre Hagnauer
- Jacques Lacarrière
- Pierre Lorin
- Jacques Morisson
- Michel Paccard
- Guy-Pierre Volpert

### Japán
- Kenichi Furuya
- Masahiro Hayama
- Susumu Hirano
- Teiji Honma
- Tatsuo Ichikawa
- Shinkichi Kamei
- Masatatsu Kitazawa
- Kozue Kinoshita
- Toshihiko Shoji

### Kanada
- Bill Deacon
- Ken Farmer
- Hugh Farquharson
- Jim Haggarty
- Walter Kitchen
- Ray Milton
- Dinty Moore
- Herman Murray
- Jakie Nash
- David Neville
- Alex Sinclair
- Ralph Saint Germain
- Bill Thomson

### Lettország
- Aleksejs Auziņš
- Jānis Bebris
- Reinis Bluķis
- Arvīds Jurgens
- Herberts Kušķis
- Roberts Lapainis
- Kārlis Paegle
- Arvīds Petersons
- Ādolfs Petrovskis
- Jānis Rozīte
- Leonīds Vedējs

### Lengyelország
- Mieczysław Kasprzycki
- Adam Kowalski
- Władysław Król
- Witalis Ludwiczak
- Czesław Marchewczyk
- Henryk Przeździecki
- Kazimierz Sokołowski
- Józef Stogowski
- Roman Stupnicki
- Andrzej Wołkowski
- Edmund Zieliński

### Magyarország
- Barcza Miklós
- Csák István
- Farkas Mátyás
- Gergely András
- Gergely László
- Háray Béla
- Helmeczi Frigyes
- Jeney Zoltán
- Monostori Ferenc
- Magyar Sándor
- Miklós Sándor
- Róna László
- Szamosi Ferenc

### Németország
- Rudi Ball
- Wilhelm Egginger
- Werner George
- Gustav Jaenecke
- Karl Kögel
- Alois Kuhn
- Philipp Schenk
- Herbert Schibukat
- Georg Strobl
- Paul Trautmann
- Joachim Albrecht von Bethmann-Hollweg
- Toni Wiedemann

### Nagy-Britannia
- Sandy Archer
- Jimmy Borland
- Edgar Brenchley
- Jimmy Chappell
- Johnny Coward
- Gordon Dailley
- Gerry Davey
- Carl Erhardt
- Jimmy Foster
- Jack Kilpatrick
- Archie Stinchcombe
- Bob Wyman

### Olaszország
- Gianmario Baroni
- Ignazio Dionisi
- Augusto Gerosa
- Mario Maiocchi
- Camillo Mussi
- Franco Rossi
- Giovanni Scotti
- Decio Trovati
- Luigi Zucchini
- Mario Zucchini

### Svájc
- Ferdinand Cattini
- Hans Cattini
- Otto Heller
- Arnold Hirtz
- Ernst Hug
- Charles Kessler
- Herbert Kessler
- Albert Künzler
- Adolf Martignoni
- Thomas Pleisch
- Oskar Schmidt
- Bibi Torriani

### Svédország
- Stig Andersson
- Sven Bergquist
- Herman Carlsson
- Ruben Carlsson
- Holger Engberg
- Åke Ericson
- Lennart Hellman
- Torsten Jöhncke
- Wilhelm Larsson
- Yngve Liljeberg
- Bertil Lundell
- Bertil Norberg
- Wilhelm Petersén